# Anoplodrepanus pecki
Anoplodrepanus pecki är en skalbaggsart som beskrevs av Henry Fuller Howden 1976. Anoplodrepanus pecki ingår i släktet Anoplodrepanus och familjen bladhorningar. Inga underarter finns listade i Catalogue of Life.